# Blackgum (Oklahoma)
Blackgum es un lugar designado por el censo ubicado en el condado de Sequoyah  en el estado estadounidense de Oklahoma. En el año 2010 tenía una población de 	51 habitantes y una densidad poblacional de 85 personas por km².

## Geografía
Blackgum se encuentra ubicado en las coordenadas 35°36′43.37″N 94°59′31.72″O / 35.6120472, -94.9921444 (35.612047° 	-94.992145°). Según la Oficina del Censo de los Estados Unidos, Blackgum tiene una superficie total de 0,219 mi² (0,6 km²), de la cual 0,218 mi² (0,6 km²) corresponden a tierra firme y 0,001 mi² (0 km²) es agua.